# Jitka Bartoničková
Jitka Bartoničková (* 22. prosince 1985 Benešov) je bývalá česká atletka závodí za USK Praha. V současnosti se věnuje práci v bankovním sektoru.
Zaměřovala se především na běh na 400 metrů. Jde o českou reprezentantku a mnohonásobnou mistryni České republiky.  Na Halovém mistrovství světa 2010 v Dauhá a na Mistrovství Evropy 2012 v Helsinkách získala společně se Zuzanou Hejnovou, Zuzanou Bergrovou a Denisou Rosolovou bronzové medaile ve štafetě na 4 × 400 metrů, další bronz ve štafetě 4 × 400 m získala v březnu 2013 na Halovém mistrovství Evropy v Göteborgu ve složení s Denisou Rosolovou, Lenkou Masnou a Zuzanou Hejnovou, kdy štafeta zaostala pouhé 2 setiny za rekordem ČR. Individuálně se prosadila na 400 m, kdy zaznamenala 12. místa na Mistrovství Evropy v Helsinkách a na Letní světové univerziádě 2013 v Kazani. V únoru 2014, po halovém mítingu Praha Indoor 2014, nečekaně oznámila konec kariéry.

## Osobní
V anketě deníku Sport a serveru iSport.cz ji čtenáři zvolili jako druhou nejkrásnější českou reprezentantku účastnící se OH 2012 (pomyslnou českou miss olympijských her se stala s obrovským náskokem beachvolejbalistka Markéta Sluková). Vystudovala Vysokou školu ekonomickou v Praze, Fakultu Financí a účetnictví, obor Finance a oceňování podniku.